# Jos Brummelhuis
Jos Brummelhuis (5 september 1967) is een Twentse acteur en regisseur.
Hij begon als docent in het basisonderwijs, werd directeur, en raakte later in de theaterwereld betrokken. Heeft meegedaan aan diverse Twentse toneelstukken, zowel als acteur als regisseur.

## Filmografie

### Toneel
- Passiespelen Hertme (2011, 2014)
- Van Katoen & Nu (2014)
- Het verzet kraakt (2017) - Ensemble, G.H.B. Smits, Seyss Inquart, Landwachter Zagers
- Stork! (2018)[2]
- Passiespelen Hertme (2019) - schrijver, regisseur

### Film
- De beentjes van Sint-Hildegard (2020) - Bert Dammink